# Сусанна (Книга Даніїла)

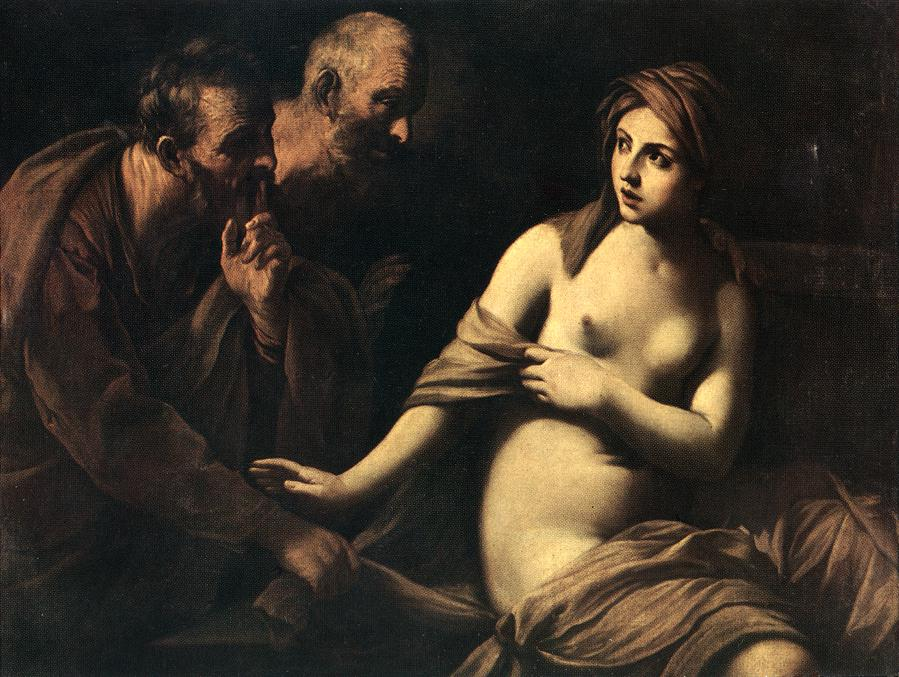
Сусанна і старці Гвідо Рені

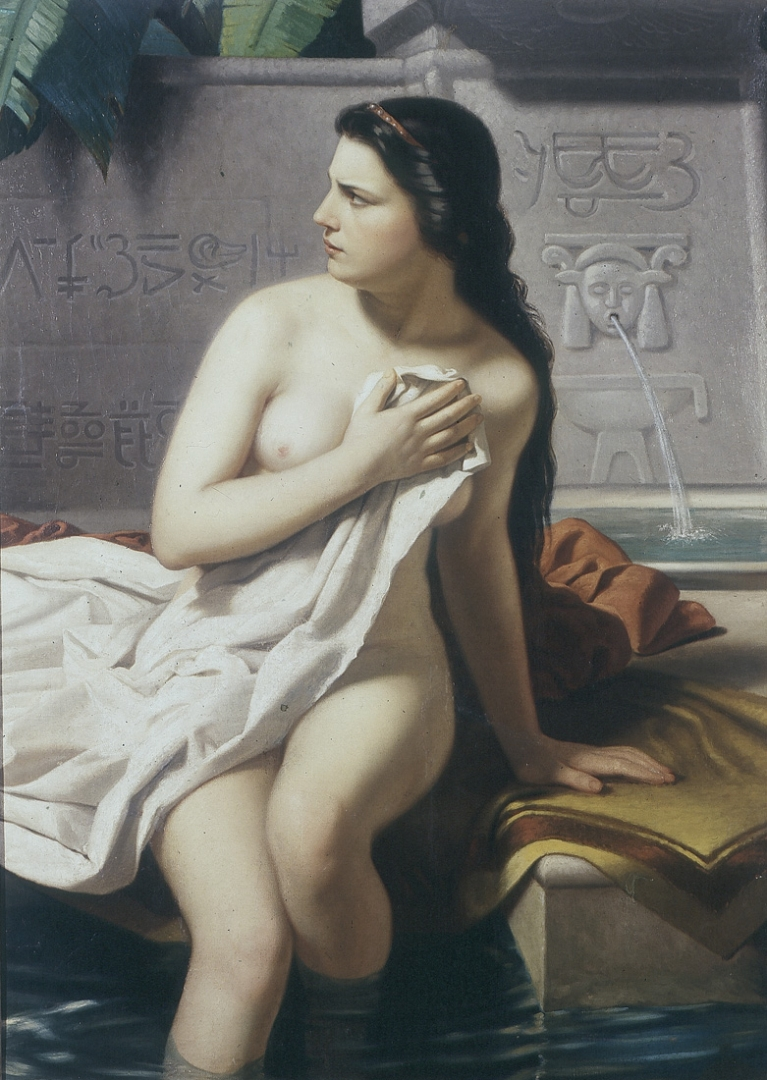
Чиста Сусанна Хуан Мануель Бланес

Сусанна — героїня розповіді «Сусанна і старці», що включена до Книги Даниїла (як розділ 13) Католицькою Церквою, Орієнтальними православними церквами та Східною Православною Церквою. Це одне з доповнень до Даниїла, розміщене в апокрифах протестантами, причому анабаптисти, лютерани, англікани та методисти вважають його неканонічним, але корисним для повчання. Текст не включений до єврейського Танаху і не згадується в ранній єврейській літературі, хоча, здається, був частиною оригінальної Септуагінти з II століття до нашої ери і був перевірений Феодотіоном, елліністом, єврейським редактором тексту Септуагінти (бл. 150 року).

## Сюжет розповіді
Праведну єврейську дружину на ім'я Сусанна фальшиво звинуватили розпусні старці вуайеристи. Коли вона купається у своєму саду, відпустивши своїх слуг, двоє старців, попередньо попрощавшись один з одним, знову натикаються один на одного, коли намагається підгледіти за її купанням. Двоє чоловіків розуміють, що обоє жадають Сюзанни. Коли вона повертається до свого дому, вони звертаються до неї, вимагаючи, щоб вона зайнялась з ними сексом. Коли вона відмовляється, вони заарештовують її, стверджуючи, що причиною, по якій вона відіслала своїх служниць, була те, що вона була одна, оскільки вона займалася сексом з молодим чоловіком під деревом.
Вона не піддається шантажу, її заарештовують і збираються засудити за перелюб, коли молодий Даніель перериває процес, кричачи, що слід допитати старійшин, щоб запобігти смерті невинного.
Двох чоловіків перехресно допитують щодо деталей побаченого, але ті не погоджуються щодо дерева, під яким Сусанна нібито зустріла свого коханця. У грецькому тексті назви дерев, які цитують старійшини, утворюють каламбур з реченнями з Даниїла. Перший каже, що вони були під мастичним деревом (ὑπο σχίνον , hypo schinon), а Данило каже, що ангел готовий різати (σχίσει , schisei) його в двох. Другий каже, що вони були під вічнозеленим дубом (ὑπο πρίνον , hypo prinon), а Данило каже, що ангел готовий розпиляти (πρίσαι , prisai) його в два.
Велика різниця у розмірах між мастикою та дубом робить брехню старійшин зрозумілою для всіх. Неправдивих обвинувачів забивають, а чеснота перемагає.

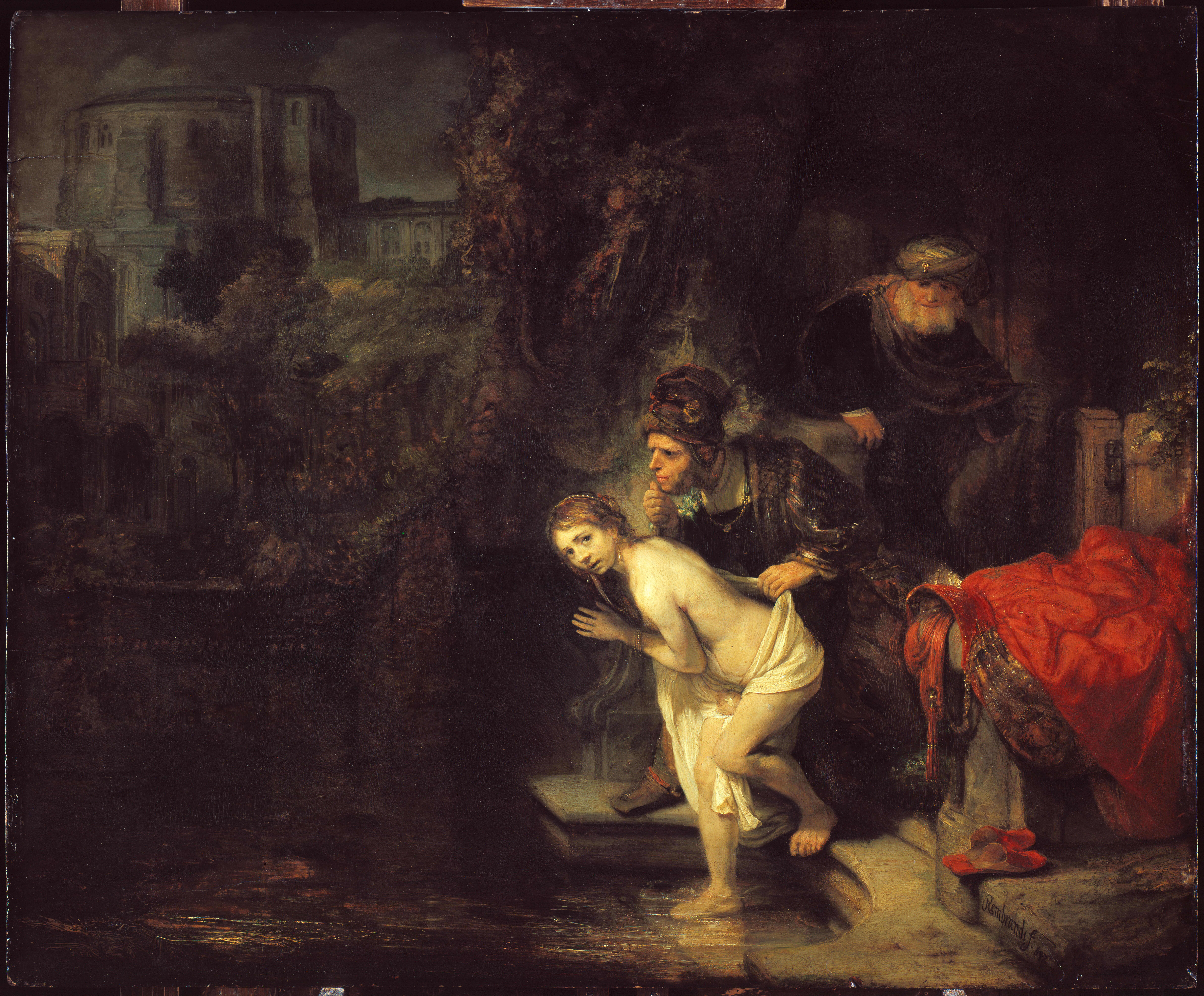
Susanna_and_the_Elders_(Rembrandt), 1647 Рембрандт

## Дата та історія тексту
Дехто цитував грецькі каламбури в текстах як доказ того, що текст ніколи не існував івритом або арамейською, але інші дослідники запропонували пари слів для дерев і зрізання звуку, достатньо схожого, щоб припустити, що вони могли були використані в оригіналі. Біблія Anchor використовує «тис» і «hew», «гвоздику» і «клеве», щоб отримати цей ефект англійською мовою .

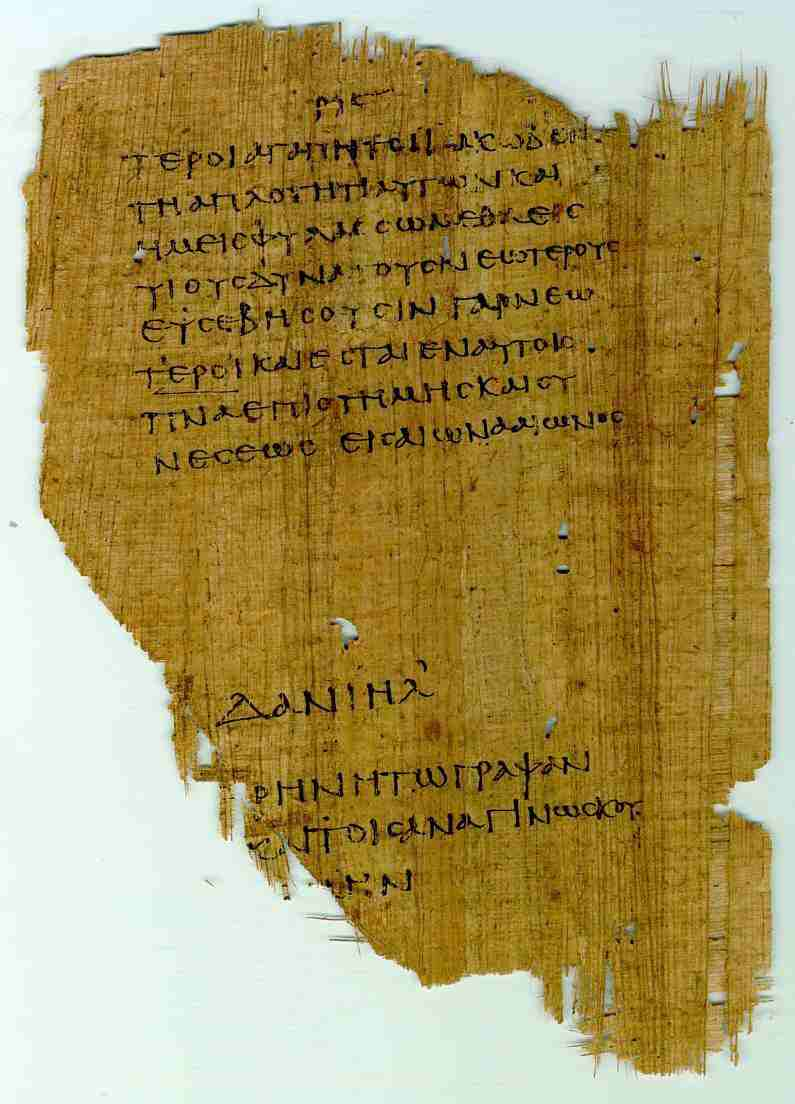
Частина тексту Септуагінти розповіді про Сусанну, збереженого в папірусі 967 (ІІІ ст.).

Грецький текст зберігся у двох версіях. Отримана версія завдяки Феодотію ; це замінило оригінальну версію Септуагінти, яка нині збереглася лише в сирійському перекладі, в Папірусі 967 (ІІІ ст.) і виключно в одному середньовічному рукописі, відомому як Codex Chisianus 88.
Секст Юлій Африканський не вважав цю історію канонічною. Ієронім (347—420), перекладаючи Вульгату, розглядав цей розділ як неканонічну байку. У своєму вступі він вказав, що Сусанна була апокрифічним доповненням, оскільки його не було в єврейському тексті Даниїла. Оріген прийняв історію як частину «божественних книг» і засудив «злих пресвітерів», які не визнали її автентичності (Хом Лев 1.3.), зауважуючи, що оповідання зазвичай читали в ранній Церкві (Лист до Африкана); і стверджував, що двома старійшинами, які звинуватили Сусанну, були Ахав бен Колая і Седекія бен Масея (Єремія 21:20); він також відзначив відсутність історії в єврейському тексті, зауваживши (в Epistola ad Africanum), що її певним чином «приховали» євреї. Твердження Орігена нагадує звинувачення Юстіна Мученика в тому, що єврейські книжники «вилучили» певні вірші зі свого Святого Письма (Діалог з Трифоном: C.71-3). Хоча історія про Сусанну пропущена в нинішньому єврейському писанні, визнається, що вона була частиною єврейської традиції в період Другого Храму .

## Зображення в мистецтві

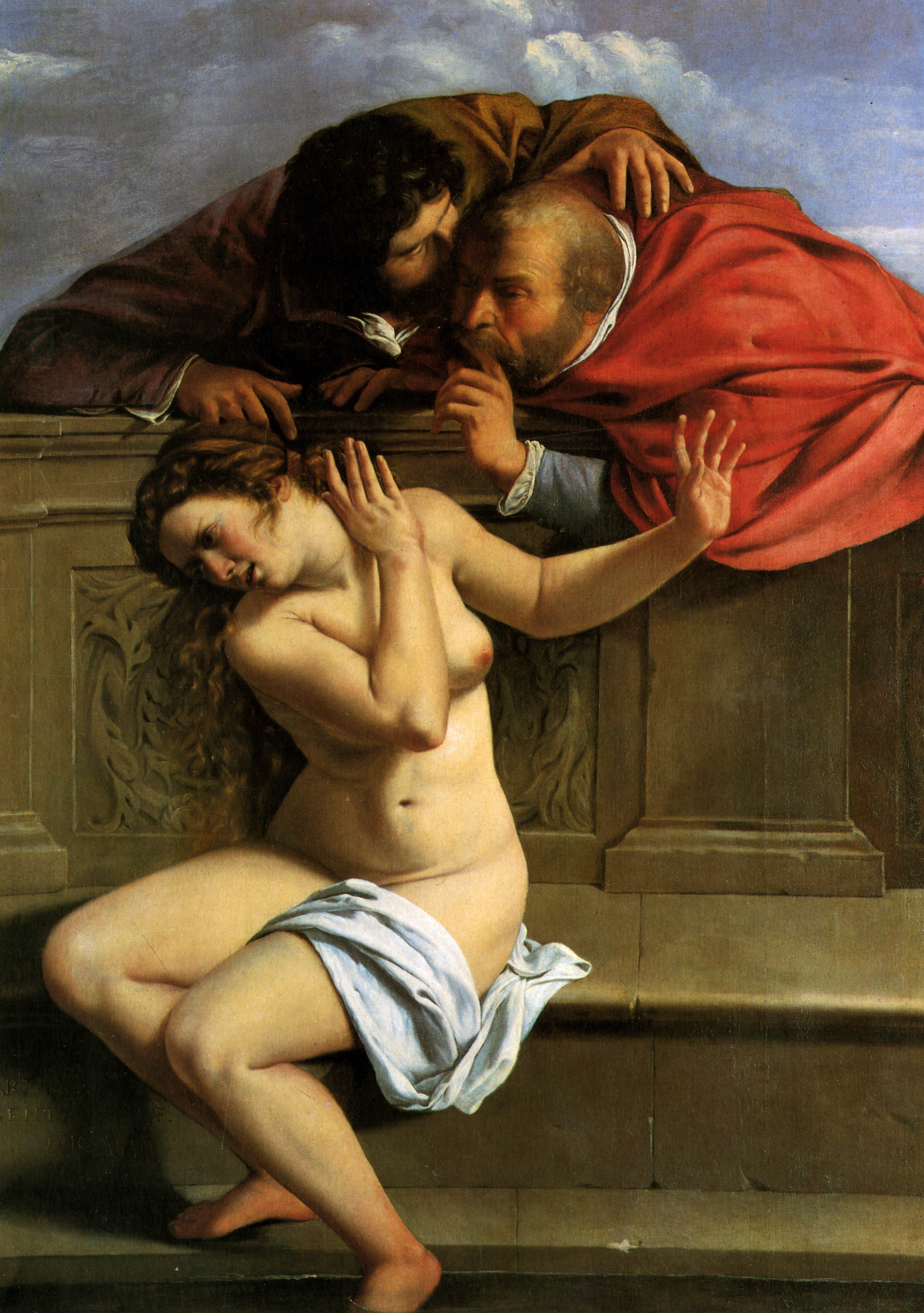
Сусанна і старці — Артемісія Джентілескі

Історія зображена на кристалі Лотаря, гравірованому гірському кришталі, виготовленому в регіоні Лотаринзького королівства на північному заході Європи в середині IX століття, який зараз знаходиться в Британському музеї.
Історія часто писалася приблизно з 1470 року. Сусанна є предметом картин багатьох художників, зокрема Лоренцо Лотто (Сусанна і старійшини, 1517), Гвідо Рені, Рубенса, Ван Дейка (Сусанна і старійшини), Тінторетто, Рембрандта, Тьєполо та Артемізії . Джентілескі . Деякі обробки, особливо в період бароко, підкреслюють драматизм, інші концентруються на оголеному; у версії XIX століття Франческо Хаєза (Національна галерея, Лондон) взагалі не видно старійшин. Уругвайський художник Хуан Мануель Бланес також намалював дві версії історії, особливо ту, де двох вуайеристів не видно, а Сусанна дивиться праворуч із занепокоєним виразом обличчя.
У 1681 році Алессандро Страделла написав ораторію з двох частин «Сусанна» для Франческо II, герцога Модени, на основі цієї історії.
У 1749 році Георг Фрідріх Гендель написав англомовну ораторію «Сусанна» .
Сусанна (а не Пітер Айвінс) є темою вірша Уоллеса Стівенса "Пітер Аїнс у клавірі " 1915 року, який був покладений на музику американським композитором Домініком Ардженто та канадцем Джеральдом Бергом.
Американський художник Томас Харт Бентон (1889—1975) намалював сучасну Сюзанну в 1938 році, нині в Музеї де Янга в Сан-Франциско . Він свідомо включив лобкове волосся, на відміну від статуетних зображень класичного мистецтва. Події байки відбувалися під час Великої депресії, і Бентон включив себе як одного з вуайєристів .
Бельгійський письменник Марнікс Гійсен запозичує елементи історії у своєму першому романі Het boek van Joachim van Babylon, 1947.
Пабло Пікассо також представив цю тему в середині XX століття, зображуючи Сюзанну так само, як і інші його менш абстрактні лежачі оголені тіла. Старці зображені у вигляді картин, що висять на стіні позаду неї. Картина, написана в 1955 році, є частиною постійної колекції Музею Пікассо Малаги.
Американська опера «Сузанна» Карлайла Флойда, дія якої відбувається на американському півдні 20-го століття, також натхненна цією історією, але з менш щасливим кінцем і зі старійшинами, які замінені лицемірним мандрівним проповідником, який ґвалтує Сюзанну.
Шекспір посилається на цей біблійний епізод у сцені судового розгляду «Венеціанського купця», де спочатку Шейлок, а потім Граціано вихваляють Порцію як «другого Даниїла» через її розумні судження. Вважається, що Шекспір назвав свою старшу дочку на честь біблійного персонажа.

Історія також повторюється в «Тисячі й одній ночі» під назвою «Побожна жінка і два злих старійшини» .

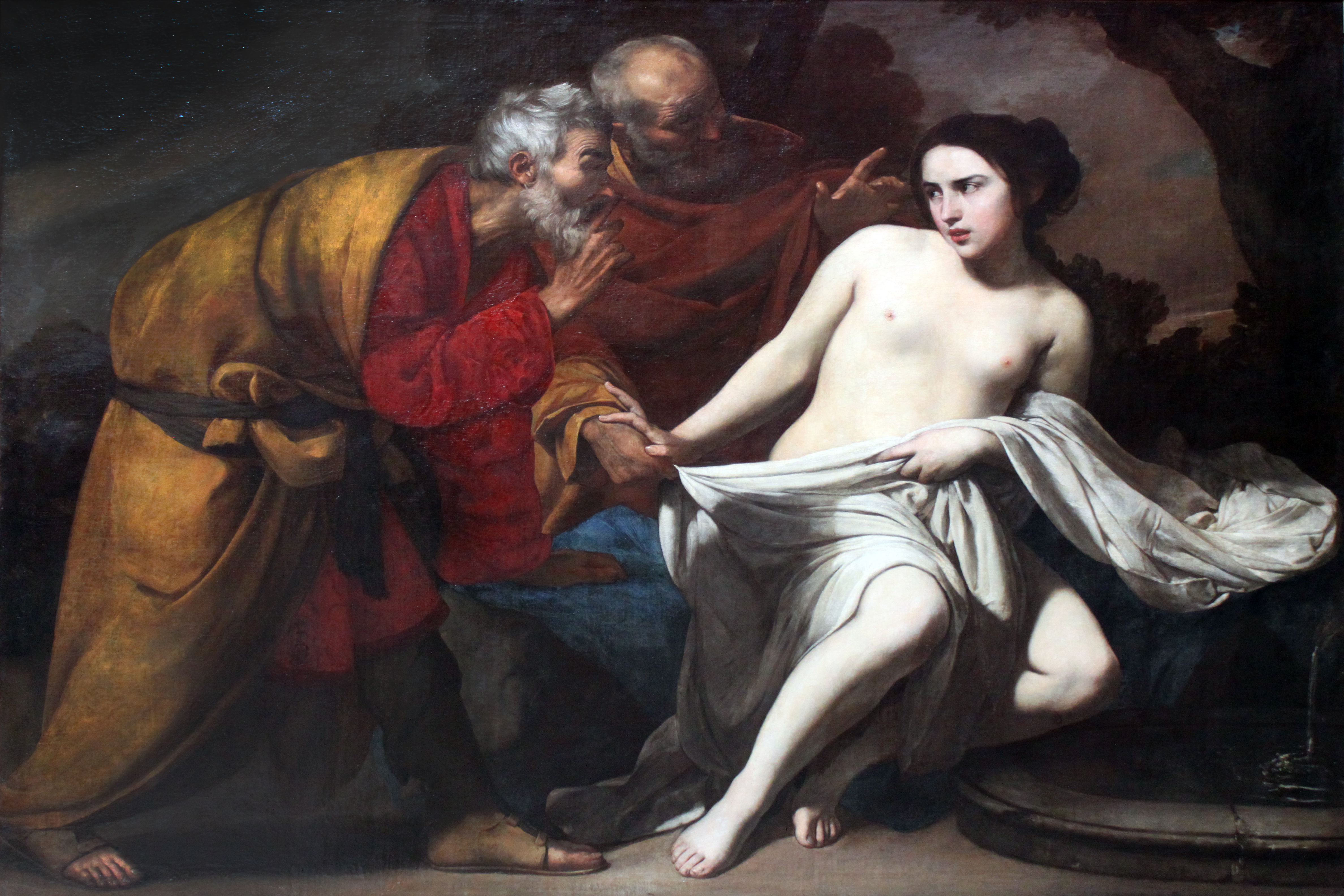
Массімо Станціоне, Сюсанна і старці , Штедель
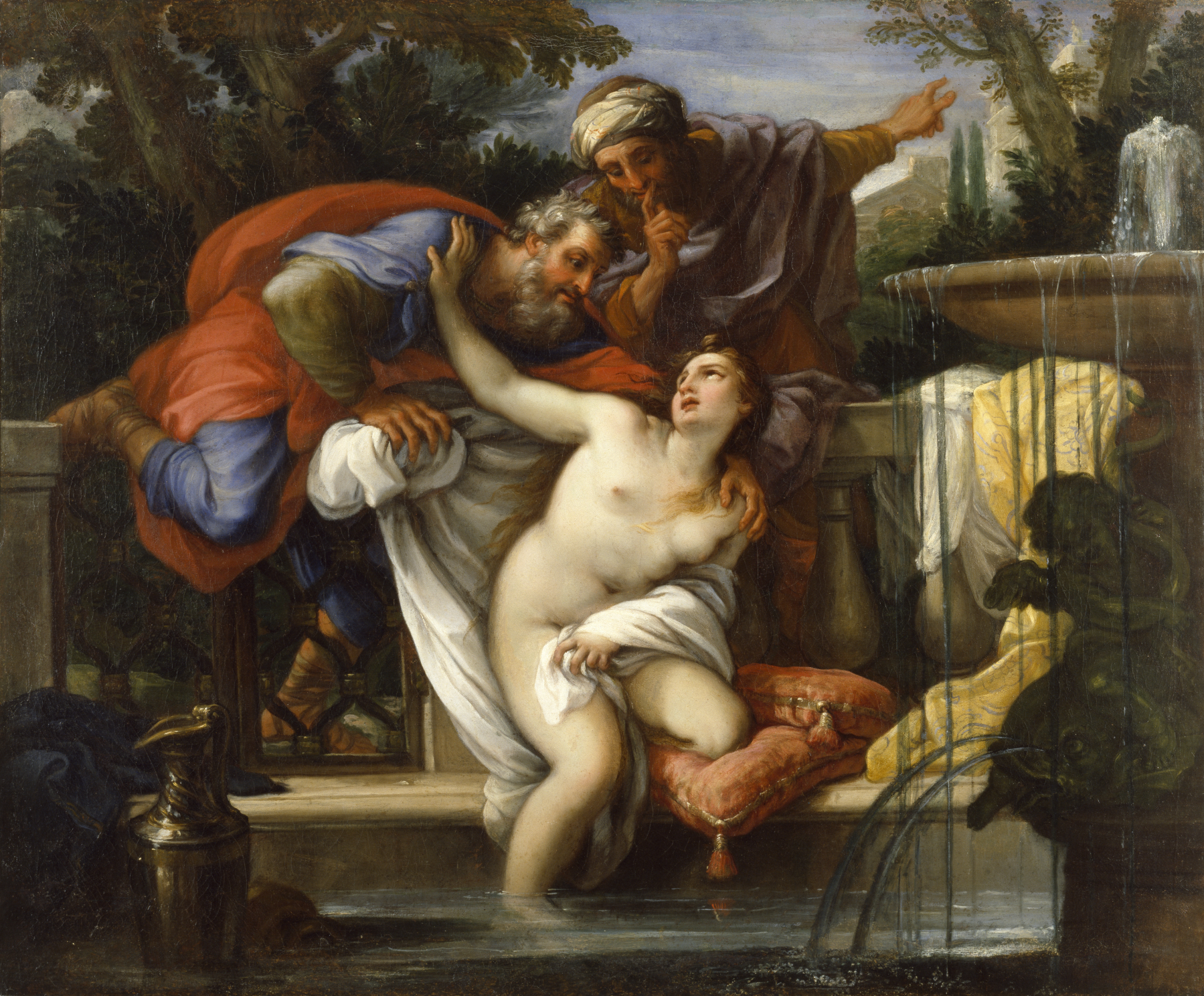
Джузеппе Бартоломео К'ярі, Сюсанна і старці. Художній музей Волтерс.
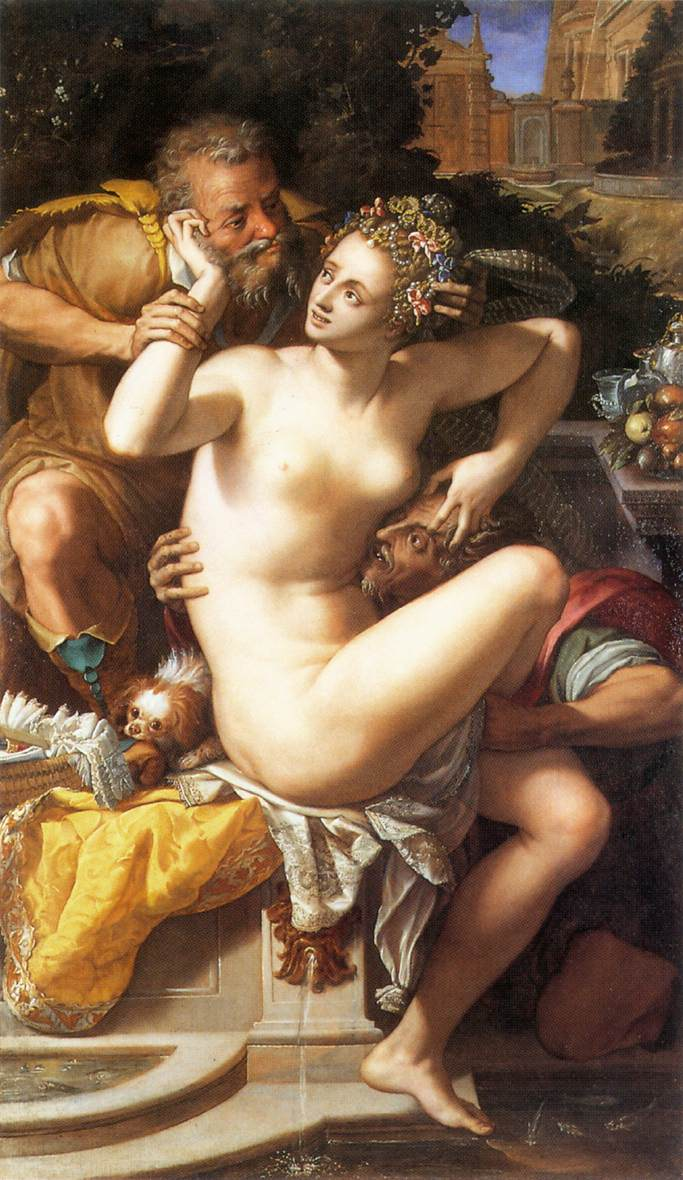
Алессандро Аллорі, Сюсанна і старці
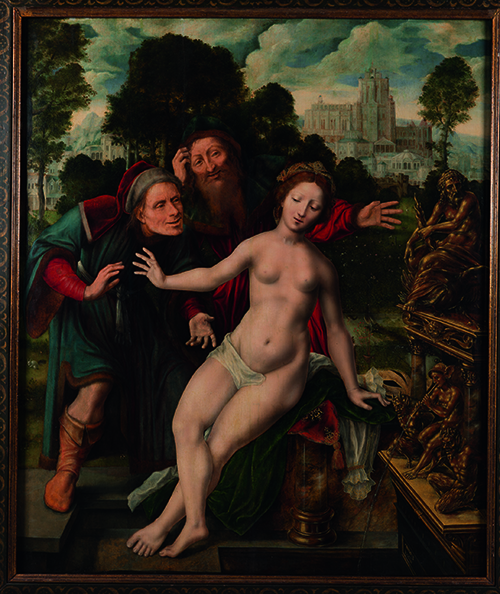
Ян Массейс, Сюсанна і старці  Phoebus Foundation
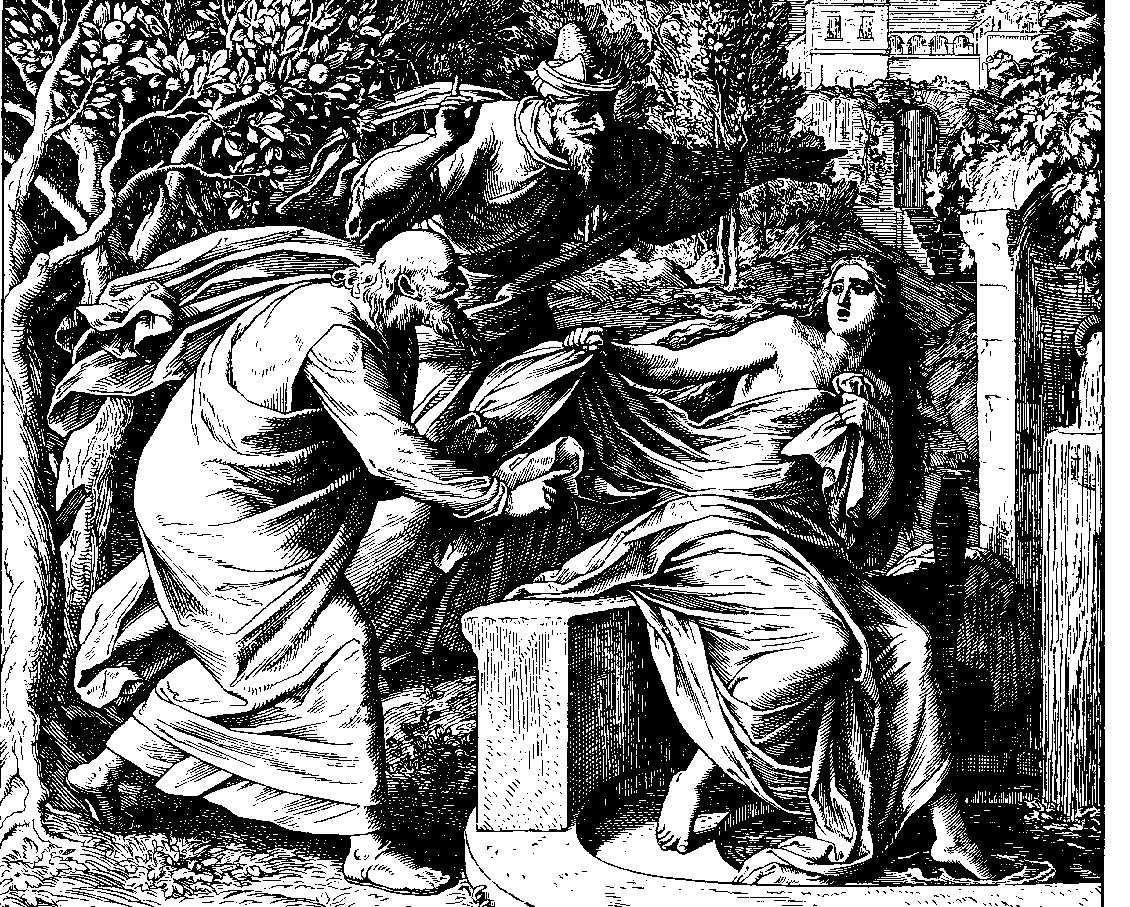
Юліус Шнор фон Каролсфельд 1860  Die Bibel in Bildern
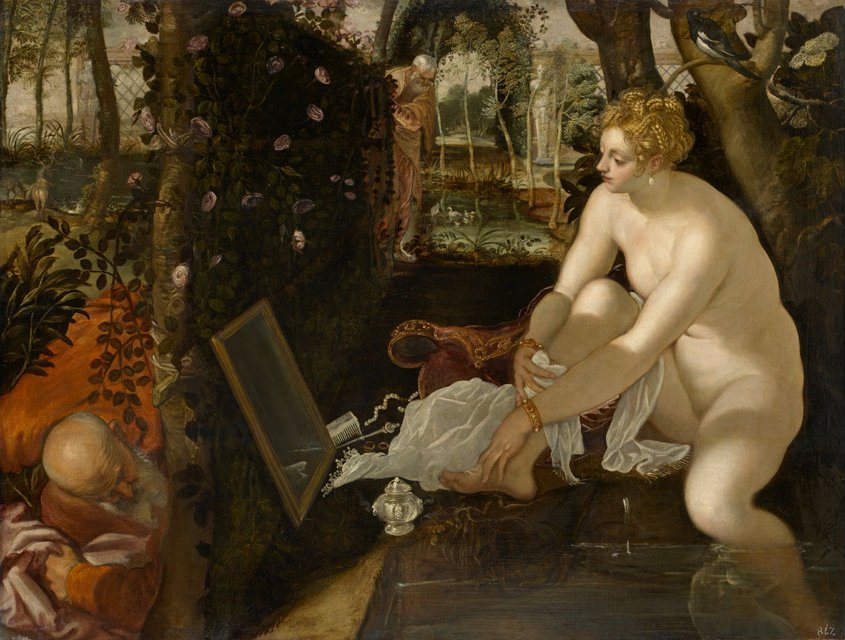
Тінторетто, Сюсанна і старці

## Подальше читання
- Budge, Wallis (1910). Also the Explanation of Apa John, Archbishop of Constantinople, Concerning Susanna. . Coptic homilies in the dialect of Upper Egypt. Longmans and Co.
- Knecht, Friedrich Justus (1910). Daniel saves Susanna . A Practical Commentary on Holy Scripture. B. Herder.